# Paisajes de Catamarca
Paisajes de Catamarca es una zamba argentina compuesta por Rodolfo «Polo» Giménez. Su poema honra a la cuesta del Portezuelo, localizada en la provincia de Catamarca.
La zamba, registrada en 1950, se volvió célebre gracias al grupo Los Chalchaleros.
En 2018, una familia tradicional del Portezuelo inauguró un monumento a la zamba en la entrada a la cuesta. El monumento tiene las esculturas de Rodolfo Giménez y Atuto Mercau Soria junto a la letra de la canción. Las esculturas fueron hechas por el artista Edgardo Omar Ávalos.